# Le Théâtre de Bob
Le Théâtre de Bob je francouzský němý film z roku 1906. Režisérem je Segundo de Chomón (1871–1929). Film trvá zhruba 5 minut.

## Děj
Film zachycuje Boba a dva jeho přátele. Bob je na rozdíl od svých zaneprázdněných přátel znuděný, a tak pozve své přátele, aby se podívali na jeho loutkové představení.